# Bettino Ricasoli
«Беттіно Рікасолі» (італ. Bettino Ricasoli) - ескадрений міноносець типу «Квінтіно Селла» ВМС Італії 1920-х років.

## Історія створення
Ескадрений міноносець «Беттіно Рікасолі» був закладений 11 січня 1923 року на верфі «Cantiere Pattison» у Неаполі. Спущений на воду 29 січня 1926 року, вступив у стрій 4 жовтня 1926 року.
Свою назву отримав на честь італійського політика, двічі прем'єр-міністра Італії Беттіно Рікасолі.

## Історія служби

### У складі ВМС Італії
У 1928 році корабель був модернізований. На ньому був встановлений баласт, який покращив остійність, а також були підсилені надбудови. 

### У складі ВМС Швеції
У 1939 році Швеція вирішила придбати в Італії, декілька кораблів:  однотипні есмінці «Джованні Нікотера» та «Беттіно Рікасолі», а також міноносці «Спіка» і «Асторе».
Угода була укладена на початку 1940 року. «Джованні Нікотера» отримав назву «Псіландер» (швед. HMS Psilander (18)), на честь шведського адмірала Густава фон Псіландера.
«Беттіно Рікасолі» був названий «Пуке» (швед. HMS Puke (19)), на честь адмірала Йохана аф Пуке (швед. Johan af Puke).
Міноносці отримали назви «Ромулус» (швед. Romulus) і «Ремус» (швед. Remus) відповідно.
14 квітня 1940 року кораблі вирушили з Ла-Спеції у Швецію, але 18 квітня «Псіландер» і «Пуке» зіткнулись, отримавши пошкодження. 23 квітня кораблі прибули до Картахени, де провели необхідний ремонт.
Після завершення ремонту кораблі продовжили подорож до Швеції, і 19 червня поблизу Фарерських островів були перехоплені британськими есмінцями.
22 червня Швеція зажадала повернення кораблів, і 25 червня кораблі з британськими екіпажами на борту вирушили у Швецію. 2 липня у Керкволлі кораблі були передані Швеції, і 10 липня прибули до Гетеборга, де були включені до складу ВМС Швеції. 
У 1942-1943 роках «Пуке» був модернізований. Було замінене зенітне озброєння, а замість 450-мм торпедних апаратів та бомбометів для скидання глибинних бомб були встановлені 533-мм торпедні апарати.
Через свій незадовільний стан у 1944 році корабель був виведений в резерв. 13 червня 1947 року він був виключений зі складу флоту, і у 1949 році зданий на злам.